# Eurosport 2
Eurosport 2 je evropský televizní kanál. Eurosport 2 je sesterským kanálem Eurosportu a Eurosport News. Po celé Evropě existuje několik verzí tohoto kanálu, přičemž každá vlastní jiná vysílací práva. Například v České republice je vysílána verze Eurosport 2 North East (dříve známá pod jménem Eurosport 2 Bundesliga), ve Spojeném království a Irsku verze British Eurosport 2.

## Spuštění
Eurosport 2 byl spuštěn 10. ledna 2005. V současné době je dostupný v 48 milionech domácností v 46 zemích a vysílá ve 14 různých jazycích: angličtině, švédštině, francouzštině, italštině, němčině, řečtině, maďarštině, bulharštině, polštině, rumunštině, srbštině, turečtině, češtině a v dánštině

## Programming
Eurosport 2 se sám označuje za „sportovní kanál nové generace“ a vysílá částečně 'alternativní' sportovní přenosy, jako Evropský basketbal, Národní lakrosovou ligu, Twenty20 cricket, Australskou fotbalovou ligu, surfing a jiné. V České republice je tento kanál oblíbený hlavně díky vysílání německé Bundesligy.

## Eurosport 2 HD
V některých oblastech (mj. i v České republice) je dostupný kanál Eurosport 2 HD, verze Eurosportu ve vysokém rozlišení obrazu.